# Putrescin aminotransferaza
Putrescin aminotransferaza (EC 2.6.1.82, putrescin-alfa-ketoglutarat transaminaza, YgjG, putrescin:alfa-ketoglutarat aminotransferaza, PAT, putrescin:2-oksoglutarat aminotransferaza, putrescinska transaminaza) je enzim sa sistematskim imenom butan-1,4-diamin:2-oksoglutarat aminotransferaza. Ovaj enzim katalizuje sledeću hemijsku reakciju
putrescin + 2-oksoglutarat {\displaystyle \rightleftharpoons } 1-pirolidin + L-glutamat +H2O (sveukupna reakcija)
(1a) putrescin + 2-oksoglutarat {\displaystyle \rightleftharpoons } 4-aminobutanal + L-glutamat
(1b) 4-aminobutanal {\displaystyle \rightleftharpoons } 1-pirolidin +2O (spontana reakcija)
Ovaj enzim je piridoksal-fosfatni protein.

## Literatura
- Nicholas C. Price; Lewis Stevens (1999). Fundamentals of Enzymology: The Cell and Molecular Biology of Catalytic Proteins (Third изд.). USA: Oxford University Press. ISBN 019850229X.
- Eric J. Toone (2006). Advances in Enzymology and Related Areas of Molecular Biology, Protein Evolution (Volume 75 изд.). Wiley-Interscience. ISBN 0471205036.
- Branden C; Tooze J. Introduction to Protein Structure. New York, NY: Garland Publishing. ISBN 0-8153-2305-0.
- Irwin H. Segel. Enzyme Kinetics: Behavior and Analysis of Rapid Equilibrium and Steady-State Enzyme Systems (Book 44 изд.). Wiley Classics Library. ISBN 0471303097.

## Spoljašnje veze
- Putrescine+aminotransferase на 